# Lévonorgestrel
Pilule du lendemain
Le lévonorgestrel est un progestatif de synthèse (norstéroïde) ayant un effet contraceptif par blocage de l'ovulation.

## Présentation
La Pilule du lendemain est évoquée dès 1966 dans des travaux de Léon Velluz lors de la première séance des XVIIe Journées pharmaceutiques françaises. 
Le lévonorgestrel est utilisé comme progestatif pour empêcher la grossesse à la suite d'un rapport sexuel en l'absence de protection. Le  lévonorgestrel fait partie de la composition des dispositifs intra-utérins, comme il peut être utilisé à forte dose pour permettre une contraception d'urgence. Il est également utilisé à faible dose et en administration continue sans interruption pour son action contraceptive. Les deux formes d'utilisation existantes sont la pilule et les stérilets hormonaux. 
Le lévonorgestrel agit sur l'ovulation en la bloquant ou en la retardant. Il pourrait également éviter la fécondation en empêchant les spermatozoïdes de féconder l'ovule, mais n'aurait pas d'effet sur l'implantation d'un ovule déjà fécondé et il n'a aucun effet sur une grossesse déjà débutée.  
La pilule lévonorgestrel, connue également comme la « pilule du lendemain », doit être prise dans les 72 heures qui suivent un rapport sexuel non protégé. Plus elle est prise tôt après le rapport non protégé, plus elle sera efficace : prise dans les premières 24 heures, elle permet de réduire le risque de grossesse de moitié. 
Norlevo, mis sur le marché français en avril 1999, est en France le premier contraceptif hormonal à délivrance à titre anonyme et gratuit aux mineures et disponible en pharmacie sans ordonnance, mais après un « entretien visant à s'assurer que la situation de la personne mineure correspond aux critères d'urgence et aux conditions d'utilisation de cette contraception. »
Il fait partie de la liste des médicaments essentiels de l'OMS (Organisation mondiale de la santé) (liste mise à jour en avril 2013).
En 2023, elle devient gratuite en France, sans ordonnance ni limitation d'âge, et délivrable en pharmacie.